# بيتر باتلر (سياسي نيوزلندي)
بيتر باتلر (بالإنجليزية: Peter Michael Butler)‏ هو نقابي وسياسي نيوزلندي، ولد في 31 مايو 1901 في المملكة المتحدة، وتوفي في 24 سبتمبر 1995 في نيوزيلندا. حزبياً، نشط في حزب العمال النيوزيلندي.